# غرة مدملجة

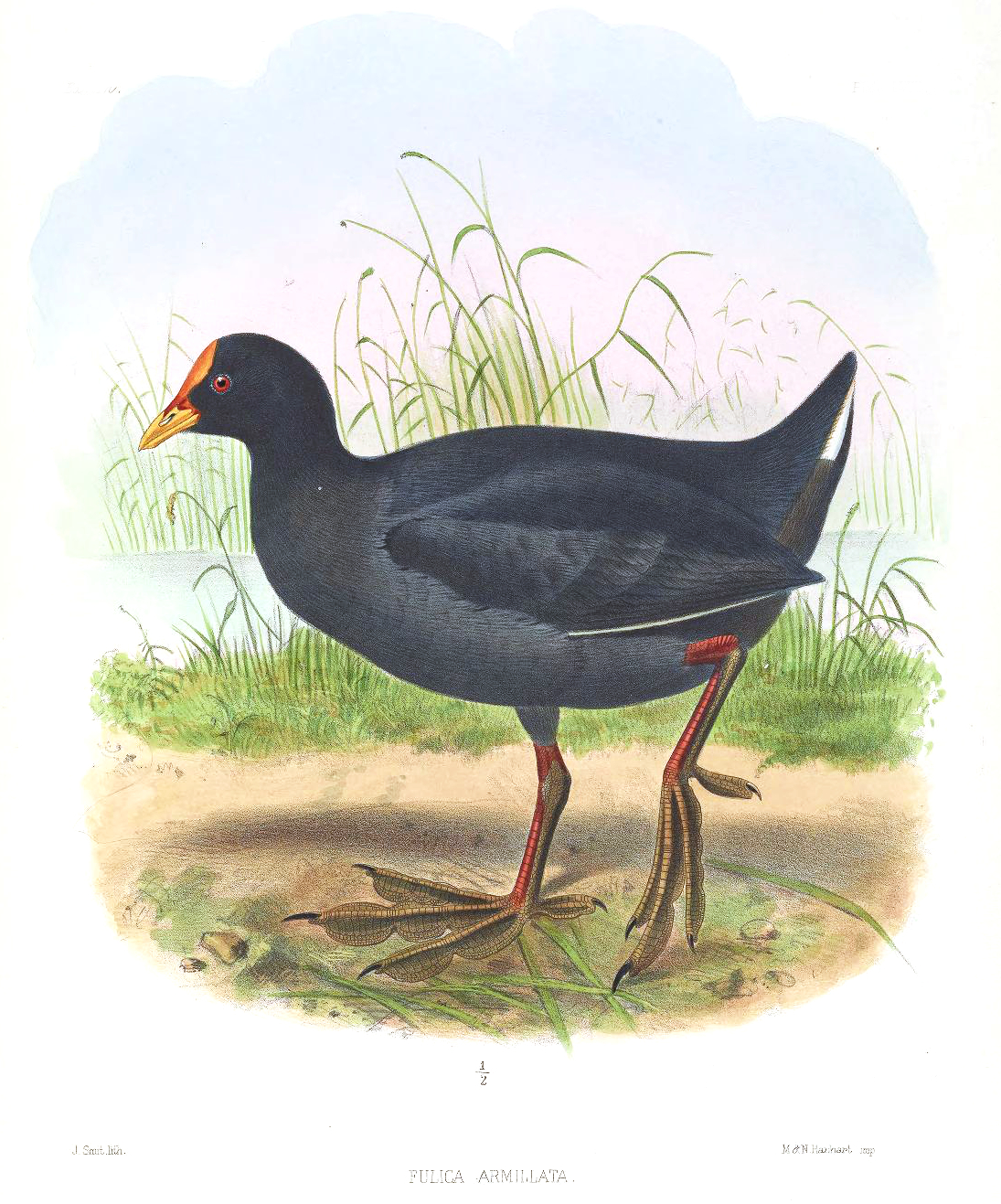

غرة مدملجة (الاسم العلمي: Fulica armillata) (بالإنجليزية: Red-gartered Coot)‏ هي نوع من الطيور تتبع جنس الغرة من فصيلة المرعات.